# 赣江街道
赣江街道，是中华人民共和国江西省赣州市章贡区下辖的一个乡镇级行政单位。

## 行政区划
赣江街道下辖以下地区：
厚德路社区、荷包塘社区、南市街社区、大公路社区、孝义巷社区、东郊路社区、钓鱼台社区、人民巷社区、蕻菜塘社区、马坡岭社区、大庙前社区、天竺山社区、姚府里社区和小南社区。